# Liste der Biografien/Heip
Liste der Biografien |
Portal Biografien |
Personensuche
# |
A |
B |
C |
D |
E |
F |
G |
H |
I |
J |
K |
L |
M |
N |
O |
P |
Q |
R |
S |
T |
U |
V |
W |
X |
Y |
Z |
?
 
Ha |
Hd |
He |
Hi |
Hj |
Hk |
Hl |
Hm |
Hn |
Ho |
Hr |
Hs |
Ht |
Hu |
Hv |
Hw |
Hy
 
Hea |
Heb |
Hec |
Hed |
Hee |
Hef |
Heg |
Heh |
Hei |
Hej |
Hek |
Hel |
Hem |
Hen |
Heo |
Hep |
Heq |
Her |
Hes |
Het |
Heu |
Hev |
Hew |
Hex |
Hey |
Hez
 
Heia |
Heib |
Heic |
Heid |
Heie |
Heif |
Heig |
Heij |
Heik |
Heil |
Heim |
Hein |
Heip |
Heir |
Heis |
Heit |
Heix |
Heiz
Die Liste der Biografien führt alle Personen auf, die in der deutschsprachigen Wikipedia einen Artikel haben. Dieses ist eine Teilliste mit 5 Einträgen von Personen, deren Namen mit den Buchstaben „Heip“ beginnt.

## Heip

### Heipe
- Heipertz, Martin (* 1976), deutscher Wirtschaftswissenschaftler, Politiker (CDU), Beamter und Schriftsteller
- Heipertz, Otto (1884–1954), deutscher Politiker und Jurist
- Heipertz, Otto E. (1913–1985), deutscher Diplomat
- Heipertz, Wolfgang (1922–2013), deutscher Chirurg, Orthopäde und Hochschullehrer
- Heipertz-Hengst, Christine (* 1947), deutsche Sportwissenschaftlerin, Sporttherapeutin, Reit-Trainerin und Sachbuchautorin